# 32. U-Flottille
Die 32. U-Flottille (32. Unterseebootflottille) war ein militärischer Verband der deutschen Kriegsmarine im Zweiten Weltkrieg, der von August 1944 bis zur Kapitulation im Mai 1945 existierte. Die Flottille wurde am 8. Mai 1945 auf Befehl der Alliierten, wie auch alle anderen Verbände der Kriegsmarine, aufgelöst.

## Geschichte
Die 32. U-Flottille wurde im August 1944 unter dem Kommando von Fregattenkapitän Hermann Rigele als Ausbildungsflottille in Königsberg gegründet. Der Flottille unterstanden U-Boote der Typen XXI und XXIII zur Ausbildung. Mit dem Vorrücken der Roten Armee auf Ostpreußen wurde der Ausbildungsstützpunkt im Januar 1945 nach Hamburg verlegt. Dort stand die Flottille ab dem 5. März 1945 unter dem Kommando von Korvettenkapitän Ulrich Heyse.

## Flottillenchefs
- Fregattenkapitän Hermann Rigele: August 1944 bis 4. März 1945
- Korvettenkapitän Ulrich Heyse: 5. März bis 8. Mai 1945

## Boote
Der Flottille unterstanden 43 damals hochmoderne Elektro-U-Boote:
| Klasse | U-Boot |
| ------ | --- |
| XXI    | U 3001 und U 3002 |
| XXIII  | U 2321, U 2322, U 2324, U 2325, U 2326, U 2327, U 2328, U 2329, U 2330, U 2331, U 2334, U 2335, U 2336, U 2337, U 2338, U 2339, U 2340, U 2341, U 2342, U 2343, U 2344, U 2345, U 2346, U 2347, U 2348, U 2349, U 2350, U 2351, U 2352, U 2353, U 2354, U 2355, U 2356, U 2357, U 2358, U 2359, U 2360, U 2361, U 2362, U 2363 und U 2364 |